# Yan Barthelemí
Yan Barthelemí Varela (Naranjo, 1980. március 5. –) olimpiai bajnok és amatőr világbajnok kubai ökölvívó.

## Eredményei
- 2000-ben ezüstérmes a kubai bajnokságon kislégsúlyban. A döntőben Yuriorkis Gamboától szenvedett vereséget.
- 2001-ben kubai bajnok kislégsúlyban. A döntőben Yuriorkis Gamboat győzte le.
- 2001-ben világbajnok kislégsúlyban.
- 2002-ben kubai bajnok kislégsúlyban. A döntőben Yuriorkis Gamboat győzte le.
- 2003-ban aranyérmes a pánamerikai játékokon kislégsúlyban.
- 2004-ben olimpiai bajnok kislégsúlyban.
- 2005-ben kubai bajnok kislégsúlyban.
- 2006-ban kubai bajnok kislégsúlyban.
- kubai bajnok (2001, 2002, 2005, 2006)

## Profi karrierje
Két másik olimpiai bajnokkal Yuriorkis Gamboával és Odlanier Solíssal elhagyta a Venezuelában edzőtáborozó kubai válogatottat, és az Amerikai Egyesült Államokba emigrált. Mindhárman leszerződtek a hamburgi Arena Box-Promotionhoz. 2007. április  27-én vívta első profi mérkőzését.  
- 7 mérkőzés: 6 győzelem, 1 vereség.